# Δ12-脂肪酸デサチュラーゼ
Δ12-脂肪酸デサチュラーゼ（Δ12-fatty-acid desaturase）は、次の化学反応を触媒する酸化還元酵素である。
アシルCoA + 還元型受容体 + O2 {\displaystyle {\ce {<=>}}} Δ12-アシルCoA + 受容体 + 2 H2O
この酵素の基質はアシルCoA、還元型受容体とO2で、生成物はΔ12-アシルCoA、受容体とH2Oである。
この酵素は、18:1のオレイン酸のΔ12の炭素を不飽和化してω-6脂肪酸である18:2のリノール酸を生成する。この酵素は、動物には存在せず、植物、微生物のみに存在する。
組織名はacyl-CoA,hydrogen donor:oxygen Δ12-oxidoreductaseで、別名にΔ12 fatty acid desaturase、Δ12(ω6)-desaturase、oleoyl-CoA Δ12 desaturase、Δ12 desaturase、Δ12-desaturaseがある。